# Pedro Bank
Pedro Bank est un grand banc de sable et de corail, partiellement couvert d'un herbier marin, situé à environ 50 km au sud et sud-ouest  de la Jamaïque. L'autre groupe d'îlots jamaïcains est Morant Cays.
Les îlots furent annexées en 1863 par le Royaume-Uni et ajoutées à la Jamaïque en 1882.
Aujourd'hui, cette est connue pour son importance économique et culturelle. C'est la principale zone de récolte pour le lobatus gigas dans les Caraïbes, une espèce de mollusque très appréciée par les pêcheurs de la Jamaïque qui opèrent sur Pedro Bank et utilisent ses petits îlots comme base depuis les années 1920.